# Duan Asemota
Duan Asemota (* 29. August 1996 in Montreal) ist ein kanadischer Leichtathlet, der sich auf den Sprint spezialisiert hat.

## Sportliche Laufbahn
Erste internationale Erfahrungen bei internationalen Meisterschaften sammelte Duan Asemota im Jahr 2016, als er bei den U23-NACAC-Meisterschaften in San Salvador mit 10,87 s in der Vorrunde im 100-Meter-Lauf ausschied und mit der kanadischen 4-mal-100-Meter-Staffel in 40,55 s den fünften Platz belegte. Er absolvierte in dieser Zeit ein Studium an der Ohio State University in den Vereinigten Staaten. 2019 belegte er bei der Sommer-Universiade in Neapel in 10,39 s den fünften Platz über 100 Meter. 2024 nahm er an den Olympischen Sommerspielen in Paris teil und schied dort mit 10,17 s in der ersten Runde aus.

## Persönliche Bestzeiten
- 100 Meter: 10,03 s (+1,9 m/s), 26. Mai 2024 in London
  - 60 Meter (Halle): 6,68 s, 11. Februar 2023 in Toronto
- 200 Meter: 20,95 s (+0,9 m/s), 18. Juni 2017 in Windsor